# Bładnice Górne
Bładnice Górne – wieś w Polsce położona w województwie śląskim, w powiecie cieszyńskim, w gminie Skoczów, należąca wraz z Bładnicami Dolnymi do sołectwa Bładnice, 109 mieszkańców.
Historia Bładnic Górnych jest ściśle związana z pobliskim Nierodzimiem, który od 1974 stanowi część miasta Ustroń. Wcześniej Bładnice Górne znajdowały się w jego granicach i nigdy nie stanowiły samodzielnej gminy. 
W 1782 r. Bładnice Górne (wraz z Dolnymi) miały 193 mieszkańców, z tego 53 katolików i 140 protestantów.
Według austriackiego spisu ludności z 1900 w 14 budynkach w Bładnicach Górnych będących wówczas gminą katastralną Nierodzimia mieszkało 122 osób, z czego wszyscy byli polskojęzyczni, 33 (27%) mieszkańców było katolikami a 89 (73%) ewangelikami. Do 1910 roku liczba mieszkańców spadła do 87 osób, z czego wszyscy dalej byli polskojęzyczni, 30 (34,5%) było katolikami a 57 (65,5%) ewangelikami.
W latach 1975–1998 miejscowość administracyjnie należała do województwa bielskiego.